# John Dillard Bellamy

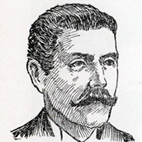
John Dillard Bellamy

John Dillard Bellamy (* 24. März 1854 in Wilmington, North Carolina; † 25. September 1942 ebenda) war ein US-amerikanischer Politiker. Zwischen 1899 und 1903 vertrat er den Bundesstaat North Carolina im US-Repräsentantenhaus.

## Werdegang
John Bellamy besuchte die öffentlichen Schulen seiner Heimat und die Cape Fear Military Academy. Danach war er bis 1873 am Davidson College. Daran schloss sich bis 1875 ein Studium an der University of Virginia in Charlottesville an. Nach seiner 1875 erfolgten Zulassung als Rechtsanwalt begann er in Wilmington in diesem Beruf zu arbeiten. In den Jahren 1892 bis 1894 war er juristischer Vertreter dieser Stadt. Politisch wurde er Mitglied der Demokratischen Partei. Zwischen 1900 und 1902 gehörte Bellamy dem Senat von North Carolina an. In den Jahren 1892, 1908 und 1920 war er Delegierter zu den jeweiligen Democratic National Conventions.
Bei den Kongresswahlen des Jahres 1898 wurde Bellamy im sechsten Wahlbezirk von North Carolina in das US-Repräsentantenhaus in Washington, D.C. gewählt, wo er am 4. März 1899 die Nachfolge von Charles H. Martin antrat. Nach einer Wiederwahl konnte er bis zum 3. März 1903 zwei Legislaturperioden im Kongress absolvieren. Im Jahr 1902 wurde er von seiner Partei nicht mehr zur Wiederwahl nominiert.
In der Folge praktizierte er wieder als Anwalt in Wilmington und betätigte sich als Autor. Bellamy wurde ferner Bezirksberater einer Eisenbahngesellschaft, einer Telefonfirma und einer Telegrafengesellschaft. Er hatte auch geschäftliche Verbindungen mit der Straßenbahn in Wilmington und mit einigen Baumwollspinnereien. Im Jahr 1932 war er einer der Staatsbeauftragten aus North Carolina zur Feier des 200. Geburtstages von George Washington. John Bellamy starb am 25. September 1942 in seiner Heimatstadt Wilmington.